# Matematikai közgazdaságtan
A matematikai közgazdaságtan a közgazdaság-tudomány azon területe, amely a gazdaság elemzéséhez matematikai eszközöket használ. Ezek mindenekelőtt a statisztika, a matematikai analízis, a valószínűségszámítás és a lineáris algebra eszközeit jelentik.
Mivel kisebb–nagyobb mértékben a közgazdaságtan minden modern irányzata alkalmazza a matematika által kínált lehetőségeket, elmondhatjuk, hogy a matematikai és „nem-matematikai” közgazdaságtan közötti különbség mára szinte teljesen elmosódott. Korábban azonban jelentős volt a szembenállás. A matematikai közgazdaságtan megalapítása William Pettyhez, a politikai aritmetika fogalmának megalkotójához köthető. A klasszikus közgazdászok többsége még elutasította a matematikai eszközök használatát a közgazdasági elemzésben (Adam Smith sokszor idézett mondata: „nem nagyon hiszek a politikai aritmetikában”); utódaik, a neoklasszikusok vezették be a matematikai modelleket a tudomány főáramába. A 20. század már egyértelműen a matematikai közgazdaságtan századának nevezhető.

## Híres matematikai közgazdászok

### 19. század
| - Enrico Barone - Antoine Augustin Cournot | - Francis Ysidro Edgeworth - Irving Fisher | - William Stanley Jevons - Léon Walras |

### 20. század
| - Charalambos D. Aliprantis - Roy George Douglas Allen - Maurice Allais - Kenneth Arrow - Robert Aumann - Yves Balasko - David Blackwell - Lawrence Blume - Graciela Chichilnisky - Bernard Cornet - George Dantzig - Gérard Debreu - Jacques Drèze - David Gale | - Nicholas Georgescu-Roegen - Roger Guesnerie - Frank Hahn - Harsányi János - John Hicks - Werner Hildenbrand - Harold Hotelling - Leonid Hurwicz - Leonid Kantorovich - Tjalling Koopmans - David Kreps - Harold Kuhn - Edmond Malinvaud - David Luenberger | - Andreu Mas-Colell - Eric Maskin - Nimrod Megiddo - Jean-François Mertens - James Mirrlees - Roger Myerson - John Forbes Nash - Neumann János - Edward Prescott - Roy Radner - Frank Ramsey - Donald John Roberts - Paul Samuelson - Thomas J. Sargent | - Leonard Jimmie Savage - Herbert Scarf - Reinhard Selten - Amartya Sen - Lloyd Shapley - Stephen Smale - Robert Solow - Hugo Sonnenschein - Albert William Tucker - Hirofumi Uzawa - Robert B. Wilson - Hermann Wold - Nicholas Yannelis - Yuliy Sannikov |